# Citigroup
Citigroup (Citigroup Inc.) es la mayor empresa de servicios financieros del mundo con sede en Nueva York y la primera compañía estadounidense que pudo combinar seguros y banca tras la Gran Depresión de 1929.
Se creó el 7 de abril de 1998 como fusión de Citicorp y Travelers Group. En el 2009 contaba con más de 265.000 empleados, y 200 millones de usuarios, teniendo 16.000 oficinas en más de 140 países del mundo. En la Bolsa de Nueva York está incluida dentro de las empresas que conforman el NYSE. Se trata de un primary dealer de títulos del Tesoro de los EE. UU.

## Historia

### Crecimiento y desarrollo
Citi nació el 16 de junio de 1812 con el nombre de City Bank of New York.
A comienzos del año 1900 y durante las dos primeras décadas, fue uniéndose con otras entidades financieras para poder expandirse a través de todo el país. A mediados de siglo, Citi era ya uno de los bancos más grandes del país. En la década de los 70, Citi experimentó un rápido auge y crecimiento económico, lo cual le facilitó expandirse alrededor del mundo como Citibank. En el año 1998, Citi se une con Travelers Group, para formar así la entidad bancaria más grande del mundo.
El presidente fue Samuel Johnsson, quien asumió en medio de la mayor crisis que el banco ha tenido desde su nacimiento. Su principal accionista es el príncipe Al-Waleed bin Talal de Arabia Saudita, con una participación del 4,9%. Samuel Johnsson renunció por las colosales pérdidas, y descenso de utilidades de 57%, además que SEC de Estados Unidos anunció una investigación exhaustiva de fondos de inversión de esta entidad.

### Efectos de la crisis de 2007
El principal banco de Estados Unidos, Citigroup, anunció una pérdida neta de más de US$9.800 millones durante el último trimestre de 2007. La institución financiera también anunció que colocaría más de US$18.000 millones en la categoría de cuentas incobrables, como consecuencia de haber estado altamente expuesto a malos préstamos en el mercado hipotecario estadounidense, en especial las hipotecas de alto riesgo de tipo "sub-prime".
Los problemas de Citigroup, que en este año registró una caída de casi 50% en el valor de sus acciones, se suman a los de otros bancos de EE. UU., por la misma causa: entre ellos Morgan Stanley, que anunció pérdidas de US$9.000 millones en 2007; y Merrill Lynch, que perdió US$2.000 millones en un trimestre. No obstante, el balance negativo que declaró Citigroup es uno de los mayores que haya sufrido una institución financiera en toda la historia, señaló el analista financiero de la BBC Mark Gregory. En marzo, Citigroup solicitó registrar 4.400 millones de acciones para impulsar el proceso de convertir bastantes acciones preferenciales en acciones comunes - tiene más de $5.000 millones en acciones circulando-. Sin embargo, la SEC dijo que no aprobaría sino hasta la declaración de las ganancias del primer trimestre.
La autoridad reguladora del mercado canadiense ha destapado la última gran conspiración financiera en la que podrían estar implicados trabajadores de seis de las entidades más grandes de todo el mundo –Citigroup, Deutsche Bank, HSBC, JPMorgan, Royal Bank of Scotland y UBS–, que habrían alterado el devenir del mercado de préstamos interbancarios en su propio beneficio.

A finales de marzo de 2012 el economista jefe del banco Willem aseguró que España se encontraba al borde del impago, que Grecia necesitaría un tercer rescate financiero de la Unión Europea y que Portugal e Irlanda tendrían que reestructurar su deuda.